# تیم ملی بسکتبال پاکستان
تیم ملی بسکتبال پاکستان نماینده پاکستان در مسابقات بین‌المللی بسکتبال است. این تیم بالاترین سطح بسکتبال در کشور پاکستان است و توسط فدراسیون بسکتبال پاکستان سازمان‌دهی شده‌است.